# ریچارد لدزما
ریچارد لدزما (اسپانیایی: Richard Ledezma‎؛ زادهٔ ۶ سپتامبر ۲۰۰۰) بازیکن فوتبال اهل ایالات متحده آمریکا است.
از باشگاه‌هایی که در آن بازی کرده‌است می‌توان به اشاره کرد.
وی همچنین در تیم ملی فوتبال ایالات متحده آمریکا بازی کرده‌است.